# Luis Gregorio López
Luís Gregorio López Freites (* 14. března 1979 Cumaná) je bývalý venezuelský zápasník – judista.

## Sportovní kariéra
S judem začínal v 8 letech v Cumaná ve státě Sucre. V druhé polovině devadesátých let dvacátého století se dostal s bratrem Luisem René do reprezentačního výběru trenéra Humberta Soazy. V roce 2000 obsadil v polotěžké váze do 100 kg panamerickou kontinentální kvótu pro start na olympijských hrách v Sydney, kde prohrál v úvodním kole s Novozélanďanem Danielem Gowingem po nasazeném škrcení. Od roku 2002 se na významných mezinárodních turnajích neukazoval.

## Výsledky
| Turnaj                  | 1998           | 1999           | 2000           | 2001           |
| Turnaj                  | 19             | 20             | 21             | 22             |
| Turnaj                  | polotěžká váha | polotěžká váha | polotěžká váha | polotěžká váha |
| ----------------------- | -------------- | -------------- | -------------- | -------------- |
| Olympijské hry          |                |                | úč.            |                |
| Mistrovství světa       |                | úč.            |                | úč.            |
| Panamerické hry         |                | ?              |                |                |
| Panamerické mistrovství | ?              | 5.             | 5.             | ?              |
| Jihoamerické hry        | ?              |                |                |                |
| Středoamerické a k. hry | 3.             |                |                |                |
| Bolívarské hry          |                |                |                | 1.             |
| MS juniorů              | úč.            |                |                |                |